# Feldbeifuß-Blütenspanner
Der Feldbeifuß-Blütenspanner (Eupithecia innotata) ist ein Schmetterling (Nachtfalter) aus der Familie der Spanner (Geometridae).

## Merkmale
Die Falter erreichen eine Flügelspannweite von 18 bis 25 Millimeter. Die Flügel besitzen eine graubräunliche Grundfarbe und sind schwach gezeichnet. Die Vorderflügel sind sehr gestreckt und mit einem deutlichen strichförmigen Mittelpunkt versehen. Eine gerade helle Binde verläuft durch das äußere Drittel der Vorderflügel, diese ist unterhalb des Vorderrandes doppelt gebrochen (rechtwinklig bzw. spitzwinklig). Längs des Flügelsaumes verläuft eine feine weiße Wellenlinie. Die Hinterflügel sind im Vergleich zu den Vorderflügeln etwas heller. 
Die Art variiert sowohl in der Größe als auch in der Färbung und Ausprägung der Zeichnung. Melanistisch gefärbte Falter besitzen dunklere, in einem rußigen Ton gefärbte Flügel. Die Querbänder sind angedeutet, der strichförmige Mittelpunkt ist sichtbar.

## Ähnliche Arten
- Eichen-Blütenspanner Eupithecia abbreviata (Stephens, 1831)
- Eupithecia ochridata Schütze & Pinker, 1968

## Synonyme
Nach Mironov (2004):
- Phalaena innotata Hufnagel, 1767
- Phaiaena innotata Thunberg, 1788
- Larentia tamarisciata Freyer, 1836
- Eupithecia suspectata Dietze, 1871
- Eupithecia alexandriana Wardikjan, 1972
- Eupithecia sergiana Wardikjan, 1972
- Eupithecia fraxinata Crewe, 1863

## Vorkommen
Die Art ist in Europa weit verbreitet. Ausnahmen bilden Island, das nördliche Skandinavien, die südliche Balkanhalbinsel und Kreta. Außerhalb von Europa findet man die Falter in Nordafrika (Algerien, Marokko, Tunesien), in Kleinasien, im Kaukasus und Transkaukasus, im Ural sowie in Kasachstan und weiter östlich bis in das südwestliche Sibirien.
Der Feldbeifuß-Blütenspanner wird in den meisten Biotoptypen angetroffen, Ausnahmen bilden Moore und Fichtenwälder. Die Art besiedelt in den Pyrenäen Höhenlagen von Null bis 1.000 Meter, im Apennin findet man sie bis etwa 1.300 Meter, auf der Balkanhalbinsel bis etwa 1.500 Meter und im Süden Spaniens bis etwa 1.800 Meter. In den Alpen steigt sie bis etwa 2.000 Meter Höhe.

## Lebensweise
Die Larven ernähren sich polyphag. Die Raupen der ersten Generation wurden u. a. an den Blättern der folgenden Pflanzen gefunden: Schlehdorn (Prunus spinosa), Eingriffeliger Weißdorn (Crataegus monogyna), Hunds-Rose (Rosa canina), Ölbäume (Olea), Gemeine Esche (Fraxinus excelsior), Myrtenblättriger Gerberstrauch (Coriaria myrtifolia), Holunder (Sambucus), Deutsche Tamariske (Myricaria germanica), Tamarix gallica, Sanddorn (Hippophae rhamnoides). Die Raupen der zweiten Generation fressen an den Blüten und Samen von Feld-Beifuß (Artemisia campestris), Wermutkraut (Artemisia absinthium), Beifuß (Artemisia vulgaris), Artemisia caerulescens, Strand-Beifuß (Artemisia maritima), Artemisia alba und  Strand-Sode (Suaeda maritima).
An den Raupen parasitieren verschiedene Schlupfwespenarten (Angitia, Mesochorus brevipetiolatus,
Netelia thomsoni, Platylabus pedatorius), Brackwespenarten (Apanteles tibialis), Arten aus der Familie Pteromalidae (Habrocytus semotus), Arten aus der Familie Encyrtidae (Litomastix truncatulus, Tyndarichus scaurus) und Raupenfliegenarten (Blondelia nigripes, Phryxe vulgaris).

### Flug- und Raupenzeiten
Der Feldbeifuß-Blütenspanner bildet zwei Generationen im Jahr, die von Mitte April bis Ende Juni und von Mitte Juli bis Anfang September fliegen. Die Raupen sind von Mitte Juni bis Anfang Juli (erste Generation) und von September bis Oktober (zweite Generation) anzutreffen. Die Puppen der zweiten Generation überwintern und können teilweise einige Jahre überliegen.